# Меморандум Сербської академії наук і мистецтв
Меморандум Сербської академії наук і мистецтв, відомий просто як Меморандум САНУ  (серб. кир.: Меморандум САНУ), був проєктом документа, розробленим комітетом Сербської академії наук і мистецтв (САНУ) з 16 членів протягом 1985-1986 років. Фрагменти проекту просочилися і були опубліковані щоденною газетою Večernje novosti у вересні 1986 року.
Меморандум негайно привернув увагу громадськості в Югославії, оскільки він озвучував суперечливі погляди на стан нації та виступав за фундаментальну реорганізацію держави.  Основна тема полягала в тому, що конституційна структура Югославії дискримінувала сербів, і що децентралізація вела до розпаду Югославії.  У ньому стверджувалося, що розвиток Сербії підривається на користь інших частин Югославії, точніше, що інші більш розвинені регіони процвітають за рахунок Сербії. Меморандум був офіційно денонсований урядом Югославії в 1986 році та урядом СР Сербії за розпалювання націоналізму.  Дехто вважає, що його публікація стала ключовим моментом у розпаді Югославії  і сприяла розвитку югославських воєн. 

## Огляд
У 1980-х роках головною проблемою в Югославії була проблема величезних боргів, що накопичилися в 1970-х роках, і як результат політика жорсткої економії.  Югославія мала борги, які спочатку оцінювалися в 6 мільярдів доларів США, але, як виявилося, насправді сума дорівнювала 21 мільярду доларів США, що є приголомшливим борговим навантаженням для бідної країни.  Велике боргове навантаження призвело до повторюваних програм жорсткої економії в 1980-х, запроваджених МВФ, що, у свою чергу, призвело до викриття такої кількості корупції з боку комуністичної влади, що спричинило кризу віри в комуністичну систему до середини 1980-х років.  Викриття того, що корупція була систематичною в Югославії і що комуністична еліта грабувала державну скарбницю, щоб підтримувати свій розкішний спосіб життя, викликало велике обурення, особливо під час жорсткої економії.  Той факт, що саме комуністичні еліти набрали борги в 1970-х роках, що призвело до політики жорсткої економії, запровадженої у 1980-х, не тільки підірвав їх популярність, але й створив серйозні сумніви щодо компетентності еліт.  Економічну кризу ускладнював той факт, що Хорватія та Словенія були багатшими, ніж Сербія, і були проти передачі свого багатства на підтримку Сербії під час жорсткої економії. 
У травні 1985 року, після того, як Іван Стамболич закликав уряд вперше з 1981 року обговорити питання про Косово , САНУ обрав комітет із шістнадцяти видатних науковців для підготовки меморандуму про причини економічної та політичної кризи та шляхи вирішення проблем.  Перед поданням Комуністичній партії та державним органам його планувалося схвалити академією.  Однак останній проект просочився в режимний таблоїд  сербську газету Večernje novosti у вересні 1986 року.  Газета критикувала його, описуючи як націоналістичний, але не опублікувала.  Проти нього розпочалася офіційна кампанія сербської держави та партійних чиновників. 
Меморандум поділено на дві частини: «Криза в югославській економіці та суспільстві» та «Статус Сербії та сербського народу».  Перший розділ зосереджується на економічній та політичній роздробленості Югославії, яка сталася після оприлюднення конституції 1974 року. У записці стверджувалося, що, оскільки Тіто був хорватом, він створив югославську федерацію таким чином, щоб неправомірно збалансувати всю економічну та політичну систему на користь його рідної Хорватії разом зі Словенією.  Таким чином, був зроблений висновок, що тягар політики жорсткої економії, накладеної МВФ, майже повністю лягає на сербів, водночас дозволяючи Хорватії та Словенії тримати занадто багато свого багатства при собі.  Другий розділ зосереджується на нижчому статусі Сербії в Югославії, як це бачили автори, описуючи статус сербів у провінції Косово та в Хорватії.  У меморандумі стверджувалося, що оскільки провінційна влада в Косові та Воєводині могла мати справу безпосередньо з федеральним урядом, це зробило їх фактичними республіками поза контролем Сербської соціалістичної республіки.  З березня 1981 року в Косові відбувалися регулярні заворушення між етнічною албанською більшістю та її сербською меншиною, які, у свою чергу, були викликані конкуренцією на ринку праці під час жорсткої економії, оскільки університетська система випускала набагато більше випускників, ніж було вільних робочих місць.  У записці стверджувалося, що інші республіки, особливо Хорватія, підтримують уряд албанської провінції в Косово для витиснення сербської меншини.  Коста Михайлович робив розділи щодо економіки, Михайло Маркович — про самоврядування, а Василіє Крестич — про статус сербів Хорватії.
У записці стверджувалося, що наприкінці Другої світової війни Тіто свідомо послабив Сербію, розділивши більшу частину території Сербії, а саме нинішню Сербію, Чорногорію, Північну Македонію, Боснію та Хорватію з переважаючим населенням сербів. У записці стверджувалося, що Тіто ще більше послабив СР Сербію, розділивши її територію та створивши автономні провінції Косово та Воєводина, чого не було зроблено в інших югославських республіках. Основною темою меморандуму була ймовірна жертва Сербії з боку інших республік, які були зображені такими, що наживалися за рахунок Сербії. Автори меморандуму написали, що настав час «...зняти цю історичну провину з сербського народу і офіційно спростувати твердження про те, що між двома війнами вони мали економічно привілейоване становище і що не можна було б заперечувати їхньої визвольної ролі в історії та їхній внесок у створення Югославії. ... Серби в своїй історії ніколи не завойовували і не експлуатували інших. Через дві світові війни вони звільнилися, а коли могли, допомагали звільнитися іншим» 
Тема передбачуваної віктимізації сербів від рук інших була принаймні частково відповіддю на економічну кризу 1980-х років, щоб припустити, що тягар жорсткої економії повинен лягати переважно на інші республіки, але найпотужнішим наслідком було те, що вперше з 1945 року, в ефірі виходила історична розповідь, яка зображувала сербів як унікально і від природи доброчесний і почесний народ, який був вічними жертвами інших.  Британський історик Річард Кремптон писав, що справжнє значення меморандуму полягало в тому, що в ньому вперше було відкрито заявлено про те, про що думали багато простих сербських людей, і що завдяки інтелектуальному престижу його авторів він надає свого роду псевдонаукової легітимності поширеним відчуттям, що сербів несправедливо виділяла політика економічної економії.  У час широкого економічного болю і страждань, повідомлення меморандуму про те, що сербів несправедливо змушували страждати більше, ніж слід було, стало популярним.  Повідомлення меморандуму про те, що вирішення економічної кризи 1980-х років полягало в тому, щоб серби агресивно підтвердили свої інтереси в Югославії, скасували автономію Косова та Воєводини та залучили сербів Хорватії та Боснії до Сербії, викликало велику тривогу в інших місцях Югославії, де ця записка була сприйнята як заклик до сербського панування. 
— Dejan Medaković, співавтор меморандуму і президент САНУ 1999–2003
Австрійський вчений Доріс Ґьодль стверджує, що зображення сербів як постійних жертв у меморандумі вказує на те, що вони не можуть зробити нічого поганого, і все, що пішло не так в Югославії, було справою інших.  Гьодль писав, що, хоча записка була правдивою в тому сенсі, що серби часом дійсно були жертвами, картина історії, представлена в записці про безперервну віктимізацію сербів від часів Османської імперії до сьогодення, була надзвичайно односторонньою та спотвореною, ігноруючи той факт, що інші народи Югославії часом ставали жертвами сербів.  Ґьодль зробив висновок, що ця версія історії, яка змальовує інші народи Югославії, особливо хорватів, як постійних агресорів, а сербів як постійних жертв, багато зробила для підживлення націоналізму, який Слободан Милошевич розпочав у 1987 році 

## Прийом
Меморандум був засуджений Лігою комуністів Югославії, включаючи Слободана Мілошевича, майбутнього президента Сербії, який публічно назвав меморандум «не що інше, як найтемніший націоналізм», і Радована Караджича, майбутнього лідера сербів у Боснії, який заявив «Більшовизм – це погано, а націоналізм – ще гірший».  Незважаючи на ці заяви, Мілошевич, Караджич та інші сербські політики публічно погодилися з більшістю меморандумів і створили тісні політичні зв’язки з авторами меморандуму, такими як Михайло Маркович, який став віце-президентом Соціалістичної партії Сербія та Добрица Чосич, який був призначений президентом Союзної Республіки Югославія в 1992 році.  Починаючи з 1987 року, Мілошевич, партійний керівник Сербської комуністичної партії, почав цинічно апелювати до сербського націоналізму, щоб відвернути увагу громадськості від масштабів масової корупції в Комуністичній партії, гамбіт, який спрацював дуже добре.  Однак апеляція Мілошевича до сербського націоналізму неминуче викликала побоювання в інших республіках, що він намагається зробити з Югославії націю, де домінують серби.  Рішення Мілошевича припинити автономію Косова в 1989 році та розгортання ним етнічних сербських поліцейських для насильницького придушення протестів косовських албанців призвело до сепаратистських почуттів в інших республіках, які хотіли вийти з Югославії, перш ніж Мілошевич нав’язав сербське панування у всій Югославії.  В інших республіках було зазначено, що меморандум САНУ закликав припинити автономію Косова, і тому припинення автономії Косова в 1989 році викликало побоювання, що Мілошевич виконає інші частини меморандуму, оскільки неясно, чи це був його намір у 1989 році 
— Nikola Hajdin, президент САНУ 2003-2015
Гьодль писав, що до 1989 року в Хорватії проповідувалась версія історії, подібна до тієї, що представлена в меморандумі САНУ, але хорватів зображували як постійні жертви, а сербів — як постійних агресорів.  Особливо популярною в цьому відношенні була книга 1990 року «Мученики річки Дріни», написана ультранаціоналістичним боснійським хорватським римо-католицьким священиком, отцем Анто Баковичем, в якій четницький і партизанський рухи у Другій світовій війні зображуються як надзвичайно антихорватські та антикатолицькі, а історія Югославії - як історія безперервних насильницьких травм, завданих сербами хорватам.  Отець Бакович використав те, що зараз відоме в католицьких колах як Дринські мучениці, групу боснійських хорватських монахинь, які стали жертвами четників у грудні 1941 року, як приклад «мучеництва» хорватів у Другій світовій війні.  Гьодль написав, що популярність таких книг, як «Мученики Дрини», частково була відповіддю на меморандум САНУ та інші подібні сербські націоналістичні праці, які, підкреслюючи злочини, скоєні партизанами безпосередньо після Другої світової війни, мали на меті стерти пам'ять про злочини усташів, які відігравали центральну роль у сербській колективній пам'яті минулого.  Гьодль стверджував, що до 1989 року багато сербів і хорватів були залучені в історичні розповіді, які зображували свою власну групу як від природи чисту і доброчесну, а іншу як від природи порочну і жорстоку, вважаючи себе постійними жертвами, а іншу — вічними агресорами.  Гьодль стверджував, що саме популярність серед хорватів і сербів цих розповідей про постійну віктимізацію у 1980-х роках передвіщала насильницький розпад Югославії в 1991-1992 роках. 
За словами історика Сіми Чирковича, меморандум САНУ слід вважати «так званим меморандумом», оскільки він ніколи не був прийнятий Академією, і він стверджує, що тому називати документ «меморандумом» є маніпуляцією. 

## Меморандумні пункти
- Албанці здійснюють геноцид проти сербів у Косово (стор. 41, 56 меморандуму)
- СР Словенія і СР Хорватія контролюють сербську економіку. Югославія виводить промисловість із СР Сербії (стор. 42)
- Існує необхідність конституційних змін Югославії через несправедливе погане поводження з Сербією та її ослаблення (стор. 46)
- Поширюється антисербська дискримінація (стор. 50)
- Сербія принесла в жертву 2,5 мільйонів своїх громадян в ім'я Югославії (у Першій і Другій світовій війнах ) і тепер є жертвою цієї держави (с. 52)
- Між 1690 і 1912 роками 500 000 сербів покинули Косово, де албанці здійснюють геноцид (стор. 56)
- Серби, які живуть в Косово, і серби, які живуть в Хорватії, піддаються дискримінації (стор. 58)
- Хорватські серби перебувають в безпрецедентній небезпеці (стор. 62)
- Усі етнічні сербські письменники з Боснії та Герцеговини є сербами, а не боснійськими письменниками (стор. 65)
- Сербське питання не може бути вирішене без повної національно-культурної єдності сербського народу Югославії (стор. 70–3).
- Протягом останніх 50 років серби двічі ставали жертвами знищення, асиміляції, примусового релігійного навернення, культурного геноциду, ідеологічної індоктринації та заяв про те, що вони не мають жодного значення (с. 70–3).
- Якщо Югославія розпадеться, Сербія повинна дотримуватися своїх національних інтересів (стор. 73)

## Автори
Комісія складалася з 16 сербських інтелігентів: 
- Pavle Ivić
- Antonije Isaković
- Dušan Kanazir
- Mihailo Marković
- Miloš Macura
- Dejan Medaković
- Miroslav Pantić
- Nikola Pantić
- Ljubiša Rakić
- Radovan Samardžić
- Miomir Vukobratović
- Vasilije Krestić
- Ivan Maksimović
- Kosta Mihailović
- Stojan Ćelić
- Nikola Čobeljić

## Дивись також
- Добрица Чосич

## Зовнішні посилання
- Serbian Academy of Arts and Sciences (SANU) Memorandum, 1986. Roy Rosenzweig Center for History and New Media. Архів оригіналу за 14 вересня 2019. (English translation of the document)